# 新鷄隆
新鷄隆，又寫為新雞隆，是臺灣苗栗縣銅鑼鄉的一個傳統地域名稱，位於該鄉東南部。相較於今日行政區，其範圍大致包括盛隆村不含北部凸出部分的西段及東段、新隆村。
本地區全境位於後龍溪支流老鷄隆溪上游流域範圍內。

## 歷史
台灣清治末期至日治初期，新鷄隆地區為一街庄，稱為「新鷄隆庄」，隸屬於苗栗一堡。該庄北與老鷄隆庄為鄰，東邊北段與出磺坑庄、大湖庄為鄰，東南與南湖庄為鄰，南邊為雙連潭庄，西邊為雙草湖庄、竹圍庄。
1901年（日治明治三十四年）11月，全台廢縣廳改設二十廳，該庄隸屬於苗栗廳。1909年（明治四十二年）10月，合併二十廳為十二廳，該庄改隸屬於新竹廳。1920年（大正九年），廢十二廳改設五州二廳，該庄改制為「新鷄隆」大字，隸屬於新竹州苗栗郡銅鑼庄。
戰後銅鑼庄改制為銅鑼鄉，隸屬於新竹縣，大字亦改制為村。1950年桃、竹、苗分治，銅鑼鄉改隸屬於苗栗縣。

## 聚落
本地區發展較早的聚落有茄苳坑、大坪、豬湖、柑仔樹下、彭屋、八燕坑、岐崎坑、大竹圍、泰興（新鷄隆）、石坑仔、長坑、黃蔴園、鯉魚石（鯉魚石下）、四份排、蔴稜坑、斷龍坑、鹿湖、簡坑、大窩、烏石壁、黃四藔（黃西寮）、九份等，在日治期初期的官方地圖上已有記載。此外，本地區尚有埤頭坑、茄苳坑、葉屋坑、草湖、龍湖、車寮坑、枋寮、九份口等聚落。

## 交通
縣道119號是龍港至三義雙連潭的道路，大致以北北東—南南西走向轉東北—西南走向蜿蜒經過新鷄隆地區中部偏西地帶。由該道路向北北東轉北可前往老鷄隆、銅鑼市區、三座厝、五湖、四湖店、東三湖、二湖、頭湖、烏眉、龍港並止於省道台61線（西部濱海快速公路）後龍交流道及台6線路口，向西南可前往雙連潭並止於縣道130號路口。
鄉道苗60線是新庄至竹篙屋的道路，其西側端點位於本地區中部新庄橋北側縣道119號路口。由此向南轉東蜿蜒而行，出境後可前往大湖地區的竹篙屋並止於省道台3線路口。

## 學校
- 文林國中新隆分部
- 新隆國小